# Zygmunt Jaksa Dobek
Zygmunt Jaksa Dobek herbu Gryf – podstarości sieradzki, miecznik sieradzki w latach 1778–1793, skarbnik sieradzki w latach 1772–1778.